# Čerkazovići
Čerkazovići (szerbül: Черказовићи) falu Bosznia-Hercegovinában, Bosanska krajina területén, a Szerb Köztársaságban, Jezero községben.

## Fekvése
Bosznia-Hercegovina közép-nyugati részén, Banja Lukától légvonalban 51, közúton 73 km-re délre, községközpontjától légvonalban 3, közúton 4 km-re délre, a Pliva jobb partján, az Otomalj-hegy délnyugati lábánál található. 

## Népessége
| Nemzetiségi csoport | Népesség 1991 | Népesség 2013 |
| ------------------- | ------------- | ------------- |
| Szerb               | 83            | 83            |
| Bosnyák             | 131           | 20            |
| Horvát              | 0             | 0             |
| Jugoszláv           | 0             | 0             |
| Egyéb               | 6             | 0             |
| Összesen            | 220           | 103           |

## Története
A település 1878-ig tartozott az Oszmán Birodalomhoz, majd az Osztrák-Magyar Monarchia része lett. 1879-ben az első osztrák-magyar népszámlálás során Jezero község része volt. 11 házat és 68 ortodox szerb lakost számláltak a településen. 1910-ben a Jezero-Prisoje községhez tartozó településen 33 házat, 106 ortodox szerb, és 81 muszlim lakost találtak. A monarchia szétesésével 1918-ben előbb a Szerb-Horvát-Szlovén Királyság, majd 1929-től a Jugoszláv Királyság része. Jugoszlávia megszállása után a falu a Független Horvát Állam (NDH) része lett. 1945-től a település a szocialista Jugoszlávia része volt. A településen az 1991-es népszámlálás adatai szerint 220-an éltek. 1992. október 9-én történt, hogy a Boszniai Szerb Hadsereg (VRS) tagjai összegyűjtötték Ljoljići és Čerkazovići falubelieket, és Tisovac városába vitték őket, ahol kegyetlenül lelőtték őket. A tragédia 23 életet követelt, négyen pedig megsérültek. Az áldozatok között gyerekek is voltak, a legfiatalabb áldozat a kilenc éves Adis Zobić, míg a legidősebb az 1918-as születésű Faza Balešić volt. E szörnyű esemény után 1999. május 12-én Vinacban közös temetést tartottak az áldozatok számára, ahol 19 holttestet temettek el. Három ember – Adnan, Adam és Selvedin Karahodžić – maradványait azonban még nem találták meg. A Bosznia-Hercegovinában zajló polgárháború idején a falu a Boszniai Szerb Köztársaság része volt. A háború előtt Jajca községhez tartozott. A daytoni békeszerződés aláírása után a két entitás közötti demarkációs vonal elválasztotta Jajcától. A Szerb Köztársaság Nemzetgyűlésének 1996. júniusi határozatával megalapították Jezero községet, melynek a része lett. Ma már nem él számottevő muszlim lakosság a településen.	